# Tullbergiidae
Tullbergiidae är en familj av urinsekter. Tullbergiidae ingår i överfamiljen Onychiuroidea, ordningen hoppstjärtar, klassen urinsekter, fylumet leddjur och riket djur. Enligt Catalogue of Life omfattar familjen Tullbergiidae 29 arter. 
Kladogram enligt Catalogue of Life:
| Tullbergiidae | \| \| Dinaphorura \| \| \| \| \| \| Prabhergia \| \| \| \| \| \| Tullbergia \| \| \| \| |
|               | \| \| Dinaphorura \| \| \| \| \| \| Prabhergia \| \| \| \| \| \| Tullbergia \| \| \| \| |
|               | blekhoppstjärtar                                                                        |
|               |                                                                                         |
|               | Dinaphorura                                                                             |
|               |                                                                                         |
|               | Prabhergia                                                                              |
|               |                                                                                         |
|               | Tullbergia                                                                              |
|               |                                                                                         |

|  | Dinaphorura |
|  |             |
|  | Prabhergia  |
|  |             |
|  | Tullbergia  |
|  |             |